# Cristoforo de Predis

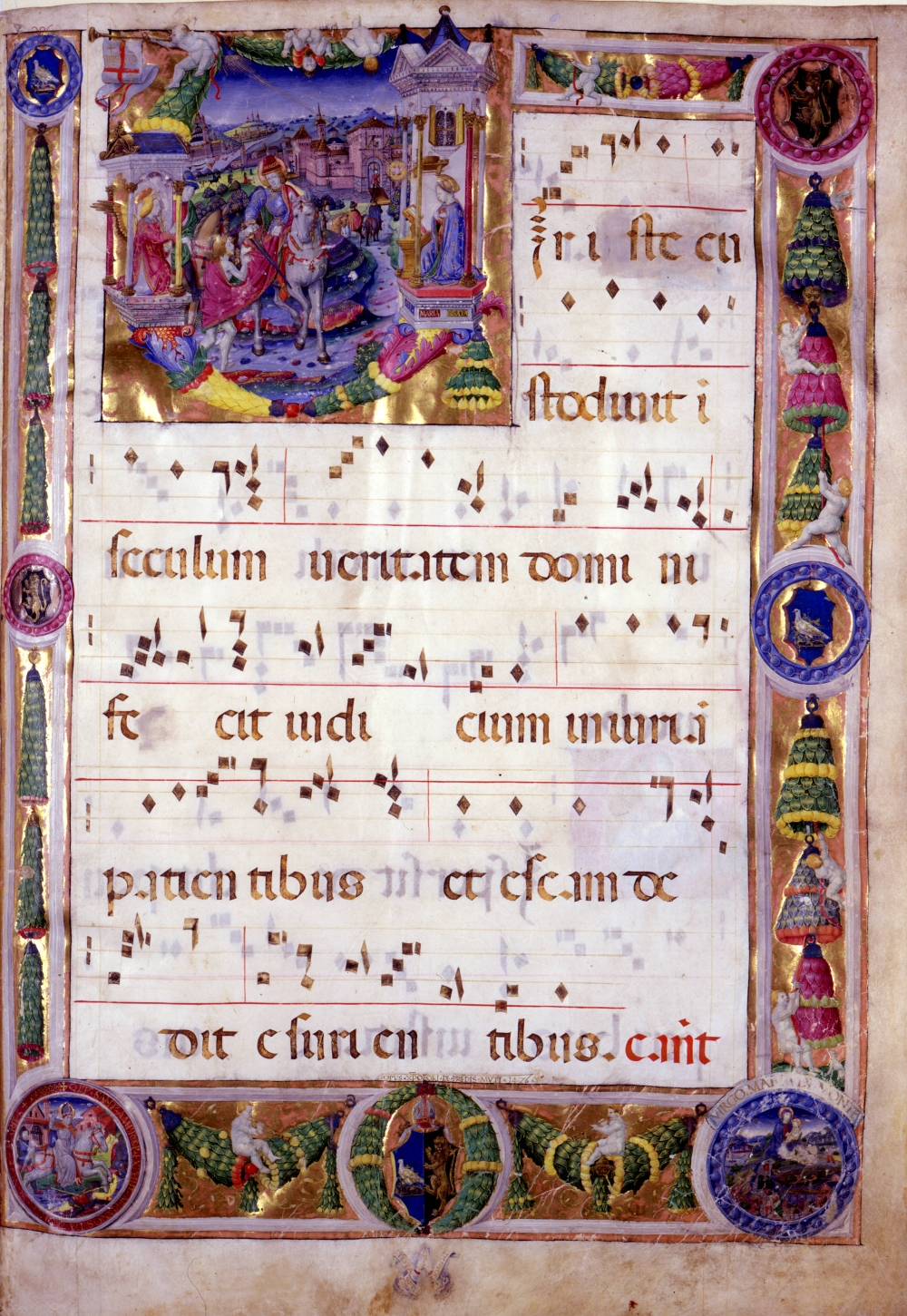
Messale della Madonna del Monte presso Varese (1476), per il vescovo Marliani

Cristoforo de Predis (Milano, 1440 – Milano, 1486) è stato un miniaturista italiano.

## Biografia
Terzogenito della famiglia de Predis, che annoverava diversi artisti tra cui il fratellastro Giovanni, Cristoforo nacque sordomuto, presumibilmente a Milano, nella parrocchia di San Vincenzo in Prato, dai genitori Leonardo de Predis e Margherita Giussani.
La famiglia de Predis ebbe occasione di ospitare Leonardo da Vinci durante la sua venuta a Milano nel 1482, collaborando anche alla creazione della sua Vergine delle rocce. Fu così che Leonardo ebbe modo di incontrare Cristoforo, ed è probabile che dalla sua capacità di esprimersi attraverso segni, come da altri sordomuti, egli abbia tratto ispirazione per dare ai personaggi dei suoi dipinti quella capacità mimica e gestuale che contraddistinguono diverse sue opere, tra cui la stessa Vergine delle rocce. Leonardo tessè un elogio di quanto si possa imparare dalle persone mute nel suo Trattato della pittura.
L'arte di Cristoforo, formatasi sulle miniature di Belbello da Pavia, ne andò oltre lo stile goticheggiante per aprirsi alla nuova sensibilità rinascimentale della pittura figurativa lombarda, facente capo soprattutto a Vincenzo Foppa, e di quella ferrarese, espressa in particolare dalla Bibbia di Borso d'Este, accogliendovi anche suggestioni di provenienza francese e fiamminga.
La fama e l'abilità pittorica di Cristoforo, che gli valse il favore della corte degli Sforza, gli permisero di esercitare una notevole influenza non solo su artisti lombardi come ad esempio Giovanni Pietro Birago, ma in generale su numerosi esponenti dell'arte miniata rinascimentale.

## Opere

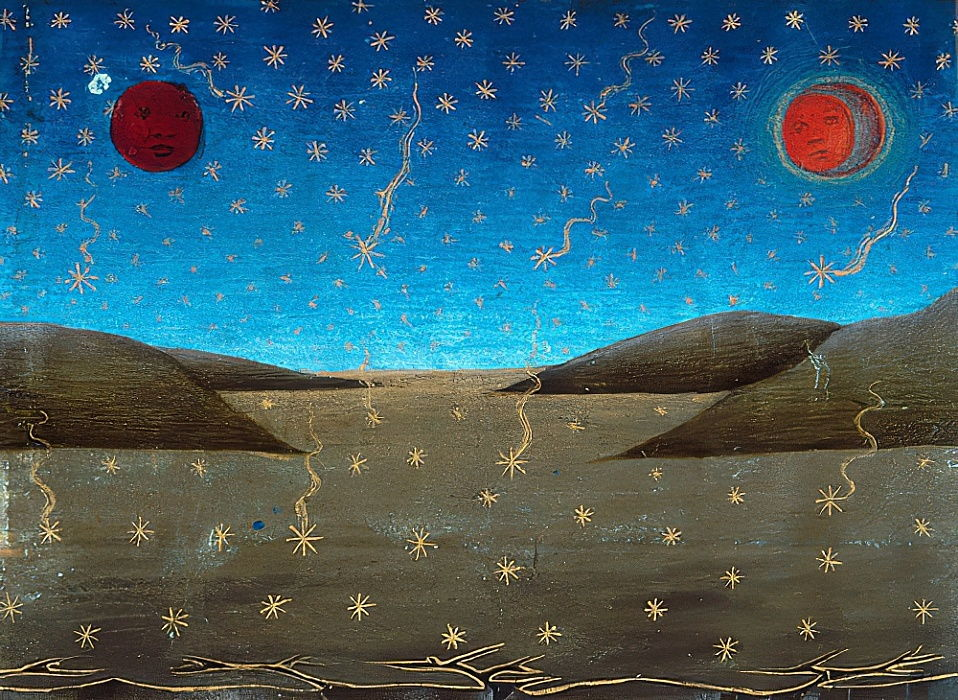
Morte del Sole, della Luna, e caduta delle stelle (di Cristoforo de Predis, appartenente alle Storie di San Gioachino e Sant'Anna)

Le opere attribuite con certezza a Cristoforo de Predis, recanti la sua firma, sono le miniature per: 
- il Libro d'Ore Borromeo (1471), commissionato dalla famiglia Borromeo e conservato alla Biblioteca Ambrosiana di Milano;
- le Storie di San Gioachino, Sant'Anna, di Maria Vergine, di Gesù, del Battista e della fine del mondo (1476), realizzate per Galeazzo Maria Sforza, oggi situate nella Biblioteca nazionale di Torino;
- il Messale della Madonna del Monte presso Varese (1476), per il vescovo Marliani, oggi appartenente al Museo del Santuario della Madonna del Sacro Monte di Varese;
- un Corale per Galeazzo Maria Sforza, andato disperso, i cui frammenti superstiti fanno parte della collezione Wallace della National Gallery di Londra.[2]

Attribuiti a Cristoforo de Predis, sebbene privi di firma, sono diversi altri corali, e il codice De Sphaera della Biblioteca Estense universitaria di Modena di Modena.